# Djidja
Djidja är en kommun i departementet Zou i Benin. Kommunen har en yta på 2 184 km2, och den hade 123 542 invånare år 2013